# ديف كيلي (ملحن)
ديف كيلي (بالإنجليزية: Dave Kelly)‏ هو ملحن ومنتج أسطوانات جامايكي، ولد في 4 نوفمبر 1969 في كينغستون في جامايكا.

## وصلات خارجية
- ديف كيلي على موقع ميوزك برينز (الإنجليزية)
- ديف كيلي على موقع أول ميوزيك (الإنجليزية)
- ديف كيلي على موقع أول ميوزيك (الإنجليزية)
- ديف كيلي على موقع ديسكوغز (الإنجليزية)